# Kiegyensúlyozott prímek
A számelméletben a kiegyensúlyozott prímek (balanced prime) olyan prímszámok, melyek előtt és után egyenlő méretű  prímszámhézag található, tehát melyek megegyeznek az őket megelőző és rákövetkező prím számtani közepével. Formálisan, ha {\displaystyle p_{n}} prímszám, ahol n a prímszámok sorozatában elfoglalt sorszáma, akkor
{\displaystyle p_{n}={{p_{n-1}+p_{n+1}} \over 2}.}

## Példa
Az első néhány kiegyensúlyozott prímszám:
5, 53, 157, 173, 211, 257, 263, 373, 563, 593, 607, 653, 733, 947, 977, 1103 (A006562 sorozat az OEIS-ben).
Például, 53 a tizenhatodik prím. A tizenötödik és tizenhetedik prímszám (a 47 és az 59) összege 106, aminek a fele 53, tehát az 53 kiegyensúlyozott prím.
Amikor az 1-et még prímszámnak tekintették, a 2 lett volna az első kiegyensúlyozott prím, mivel
{\displaystyle 2={1+3 \over 2}.}

## Számosságuk
Az a sejtés, hogy végtelen sok kiegyensúlyozott prímszám létezik.
Egy számtani sorozatban egymásra következő n db prímet CPAP-n-nek (consecutive primes in arithmetic progression) is neveznek. A kiegyensúlyozott prímek definíció szerint egy CPAP-3 sorozat második prímjét adják. 2014-ben a legnagyobb ismert CPAP-3 10546 jegyű volt és David Broadhurst találta meg. Itt látható:
{\displaystyle p_{n}=1213266377\times 2^{35000}+2429,\quad p_{n-1}=p_{n}-2430,\quad p_{n+1}=p_{n}+2430.}
Az n értéke (sorszáma a prímek sorozatában) ismeretlen.

## Általánosítása
A kiegyensúlyozott prímek fogalmának általánosítása az n-edrendű kiegyensúlyozott prím fogalma. Egy n-edrendű kiegyensúlyozott prím az alatta és fölötte található n db prím számtani közepével egyezik meg. Formálisan, ha {\displaystyle p_{k}} n-edrendű kiegyensúlyozott prím, ahol k a prímszámok sorozatában elfoglalt sorszáma, akkor
{\displaystyle p_{k}={\sum _{i=1}^{n}({p_{k-i}+p_{k+i})} \over 2n}.}
Egy közönséges kiegyensúlyozott prím tekinthető 1 rendű kiegyensúlyozott prímnek. A 2, 3 és 4 rendű prímek sorozata itt találhatók: (A082077 sorozat az OEIS-ben), (A082078 sorozat az OEIS-ben) és (A082079 sorozat az OEIS-ben) .